# Pârău lui Mihai
Pârău lui Mihai – wieś w Rumunii, w okręgu Alba, w gminie Vințu de Jos. W 2011 roku liczyła 125 mieszkańców.